# Marcus Tracy
Marcus Garin Tracy (født 2. oktober 1986 i Philadelphia, Pennsylvania, USA) er en fodboldspiller fra USA. Han blev tildelt Missouri Athletic Club's Hermann Trophy for hans 2008-sæson hos Wake Forest i den amerikanske College-liga, hvor han scorede 30 mål i 77 kampe.
Han spillede 15 kampe og scorede 2 mål for AaB. Han fik sin debut i UEFA Cuppens ottendedelsfinale mod Manchester City i 2009, hvor han lavede en assist til et af AaB's mål. Hans kontrakt med den nordjyske klub blev opsagt d. 3. oktober 2011 efter en lang perioder med skader.

## Eksterne links
- Biografi på Wake Forest Universitys hjemmeside Arkiveret 8. december 2009 hos  Wayback Machine
- Biografi på AaB's hjemmeside Arkiveret 17. september 2010 hos  Wayback Machine